# CR Guará Brasília
Clube de Regatas Guará – brazylijski klub piłkarski z siedzibą w mieście Guará, wchodzącym w skład zespołu miejskiego miasta Brasília, stolicy Brazylii.
Klub CR Guará często mylony jest z klubem CE Guará Brasília.

## Osiągnięcia
- Mistrz Dystryktu Federalnego: 1996
- Copa Centro-Oeste: 1984

## Historia
Klub CR Guará założony został 9 stycznia 1957 roku. W 1979 roku klub wziął udział w rozgrywkach I ligi brazylijskiej (Campeonato Brasileiro Série A) zajmując w końcowej klasyfikacji ostatnie, 94. miejsce. Obecnie CR Guará bierze udział w rozgrywkach drugiej ligi Dystryktu Federalnego.